# Stražisko
Stražisko é uma comuna checa localizada na região de Olomouc, distrito de Prostějov.